# Левченко, Харитон Зиновьевич
Харитон Зиновьевич Левченко (1888/1890, Калужская губерния, Российская империя — 26 июня 1920, Таврическая губерния, РСФСР) — участник революции и севастопольского подполья в годы Гражданской войны.

## Биография

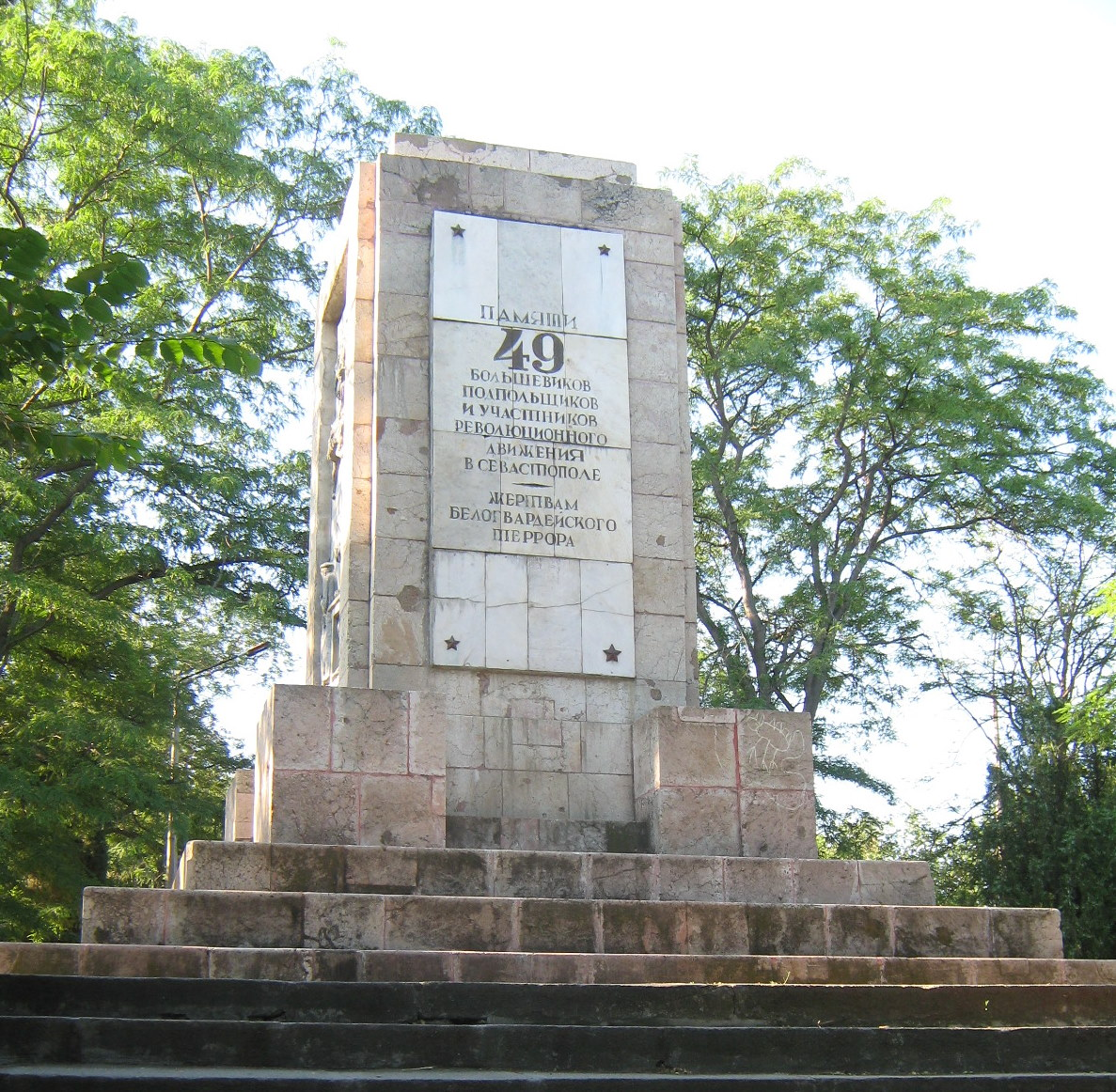
Памятник 49 коммунарам

Родился в 1888 (или 1890) году в Калужской губернии в крестьянской семье. Член РКП(б). В годы Гражданской войны участвовал в севастопольском подполье: входил в группу В. Цыганкова и в подпольный городской комитет РКП(б) во главе с В. И. Голубевым (П. С. Храмцовым).
Арестован контрразведкой Вооружённых сили юга России. Расстрелян 26 — 27 июня (по другим данным — в июле) 1920 года по приговору военно-полевого суда. Останки Левченко после Гражданской войны перезахоронены в братской могиле у южных ворот на кладбище Коммунаров в Севастополе. В 1937 году на ней по проекту архитектора М. А. Садовского воздвигнут памятник 49 коммунарам (указан как Левченко Х. З.)